# Diócesis de Malindi
La diócesis de Malindi (en latín: Dioecesis Malindiensis, en inglés: Roman Catholic Diocese of Malindi y en suajili: Jimbo Katoliki la Malindi) es una circunscripción eclesiástica de la Iglesia católica en Kenia. Se trata de una diócesis latina, sufragánea de la arquidiócesis de Mombasa. Desde el 28 de diciembre de 2020 su obispo es Wilybard Lagho.

## Territorio y organización
La diócesis tiene 33 254 km² y extiende su jurisdicción sobre los fieles católicos de rito latino residentes en los condados de Lamu, Kilifi y la parte meridional del de Río Tana.
La sede de la diócesis se encuentra en la ciudad de Malindi, en donde se halla la Catedral de San Antonio.
En 2019 en la diócesis existían 21 parroquias.

## Historia
La diócesis fue erigida el 2 de junio de 2000 con la bula Ad provehendam del papa Juan Pablo II, obteniendo el territorio de la arquidiócesis de Mombasa y de la diócesis de Garissa.

## Estadísticas
Según el Anuario Pontificio 2020 la diócesis tenía a fines de 2019 un total de 39 003 fieles bautizados.
| Año                                                                             | Población            | Población | Población      | Sacerdotes | Sacerdotes    | Sacerdotes    | Bautizados por sacerdote | Diáconos permanentes | Religiosos | Religiosos | Parroquias |
| Año                                                                             | Bautizados católicos | Total     | % de católicos | Total      | Clero secular | Clero regular | Bautizados por sacerdote | Diáconos permanentes | Varones    | Mujeres    | Parroquias |
| ------------------------------------------------------------------------------- | -------------------- | --------- | -------------- | ---------- | ------------- | ------------- | ------------------------ | -------------------- | ---------- | ---------- | ---------- |
| 2000                                                                            | 20 000               | 539 000   | 3.7            | 13         | 2             | 11            | 1538                     |                      | 13         | 6          | 7          |
| 2001                                                                            | 20 000               | 539 000   | 3.7            | 20         | 4             | 16            | 1000                     |                      | 19         | 14         | 8          |
| 2002                                                                            | 20 500               | 539 000   | 3.8            | 24         | 3             | 21            | 854                      |                      | 24         | 14         | 9          |
| 2003                                                                            | 21 300               | 539 000   | 4.0            | 21         | 3             | 18            | 1014                     |                      | 21         | 14         | 9          |
| 2004                                                                            | 21 800               | 539 000   | 4.0            | 25         | 6             | 19            | 872                      |                      | 22         | 17         | 12         |
| 2013                                                                            | 29 171               | 539 827   | 5.4            | 35         | 15            | 20            | 833                      |                      | 25         | 55         | 17         |
| 2016                                                                            | 47 404               | 586 861   | 8.1            | 37         | 15            | 22            | 1281                     |                      | 32         | 65         | 18         |
| 2019                                                                            | 39 003               | 597 408   | 6.5            | 44         | 15            | 29            | 886                      |                      | 37         | 85         | 21         |
| Fuente: Catholic-Hierarchy, que a su vez toma los datos del Anuario Pontificio. |                      |           |                |            |               |               |                          |                      |            |            |            |

## Episcopologio
- Francis Baldacchino, O.F.M.Cap. † (2 de junio de 2000-9 de octubre de 2009 falleció)
- Emmanuel Barbara, O.F.M.Cap. † (9 de julio de 2011-5 de enero de 2018 falleció)
  - Sede vacante (2018-2020)
- Wilybard Lagho, desde el 28 de diciembre de 2020